# I. e. 436
Évszázadok: i. e. 6. század – i. e. 5. század – i. e. 4. század
Évtizedek: i. e. 480-as évek – i. e. 470-es évek – i. e. 460-as évek – i. e. 450-es évek – i. e. 440-es évek – i. e. 430-as évek – i. e. 420-as évek – i. e. 410-es évek – i. e. 400-as évek – i. e. 390-es évek – i. e. 380-as évek
Évek: i. e. 441 – i. e. 440 – i. e. 439 – i. e. 438 –  i. e. 437 – i. e. 436 – i. e. 435 – i. e. 434 – i. e. 433 – i. e. 432 – i. e. 431

## Események
- Római consulok: L. Papirius Crassus és M. Cornelius Maluginensis

## Születések
Iszokratész, görög szónok